# История почты и почтовых марок Литвы
История почты и почтовых марок Литвы условно может подразделяться на:
- период независимости в средневековье,
- периоды, соответствующие почтовым системам государств, в составе которых находилась территория современной Литвы (Польша, Российская империя, СССР),
- период независимости Литвы (1918—1940) и
- современной Литовской Республики (с 1991).

## Развитие почты

### Ранний период
История почты Литвы началась около X—XII века (или ещё раньше) с учреждением дохристианской системы пересылки сообщений, известной как «кривуле» (лит. krivūlė). Первая почтовая связь возникла в 1562 году, соединив Вильнюс с Краковом и Венецией.

## Выпуски почтовых марок

### Первые марки
Первые почтовые марки Литвы (выпуск «Балтукай») были выпущены в Вильнюсе в 1918 году.

### Последующие эмиссии (до 1940)
В период независимости с 1918 по 1940 год Республика Литва эмитировала всего 768 почтовых марок оригинальных рисунков. С учётом ошибок, ошибок печати и различий в зубцовке насчитывается более 2 тысяч их разновидностей.
Ниже перечислены серии стандартных марок, выходившие в данный исторический период:
Первый стандартный выпуск (1919—1920)
Он был призван заменить марки временного выпуска 1918—1919 годов. Основой дизайна марок этого выпуска стало изображение государственного герба Литовской Республики. В 1919 году были выпущены марки номиналом в 10, 15, 20, 30, 40, 50, 60, 75 скатиков, 1, 3 и 5 ауксинай. В 1920 году были дополнительно выпущены марки номиналом в 40 скатиков и переизданы марки в 15 и 20 скатиков. В 1922 году на части тиража марок в 75 скатиков была сделана надпечатка нового номинала (4 ауксинайи). В 1922 году, после денежной реформы, на марки первого стандартного выпуска была нанесена надпечатка нового номинала: 1 цент — на марках в 10, 15, 20, 30 и 40 скатиков, 2 цента — на марках в 50, 60 и 75 скатиков, 3 цента — на марках в 1, 3 и 5 ауксинай, 5 центов — на марках в 4 ауксинайи выпуска 1922 года.
Второй стандартный выпуск (1921—1922)
Представлен отпечатанными в 1921 году марками номиналом в 10, 15, 20, 30, 40, 50, 60, 80 скатиков, 1, 2, 3, 5, 10, 25 и 100 ауксинай. В 1922 году также были выпущены марки номиналом в 4 и 8 ауксинай. Основнымы сюжеты марок второго стандартного выпуска были следующими: сеятель (10, 15, 20 скатиков, 4 и 8 ауксинай), крестьянин с косой (30, 50 и 60 скатиков), портрет Гедемина (40, 80 скатиков, 1 и 2 ауксинайи) и стилизованное изображение государственного герба (3, 5, 10, 25 и 100 ауксинай). В 1922 году, после денежной реформы, на марки второго стандартного выпуска также была нанесена надпечатка нового номинала: 1 цент (на марке в 50 скатиков), 3 цента (на марках в 10, 15, 20, 30 и 40 скатиков), 5 центов (50, 60 и 80 скатиков), 10 центов (1 и 2 ауксинайи), 15 центов (4 ауксинайи), 25 центов (3, 5 и 10 аукснай), 50 центов (25 ауксинай) и 1 лит (на марке в 100 ауксинай).
Третий стандартный выпуск (1923—1933)
Первый из стандартных выпусков, номинированный в новой национальной валюте. В 1923 году были выпущены марки в 2, 3, 5, 10, 15, 25, 36, 50, 60 центов, 1, 3 и 5 литов. Марки в 50 и 60 центов впоследствии дважды переиздавались (в 1925 и 1933 годов). Дизайн марок этого выпуска был посвящён этнографической тематике.
Четвертый стандартный выпуск (1927—1933)
Представлен марками двух дизайнов: на марках в центах было изображение двойного креста, обрамлённого дубовыми ветвями, на марках в литах в обрамлении дубовых ветвей было изображение государственного герба. В 1927 году были выпущены марки в 2, 3, 5, 10, 15, 25 центов, 1, 3 и 5 литов. В 1929 году была выпущена марка в 30 центов и переизданы 5 и 15 центов, в 1930 г. были переизданы марки в 15 и 30 центов, в 1931 — 2 и 10 центов, в 1933 — 2, 10 и 15 центов.
Пятый стандартный выпуск (1934—1936)
Представлен выпущенными в 1934 году марками в 2, 5, 10, 25, 35, 50 центов, 1, 3, 5 и 10 литов. В 1936 году марки в 2 и 5 центах были переизданы в изменённом цвете. В основе дизайна марок этой серии лежали геральдические изображения и аллегорические фигуры, символизирующие литовскую государственность. В 1940 году марка в 2 цента (выпуска 1936 г.) была использована для выпуска марок Литовской ССР (путём нанесения на неё, как и на остальные марки Литовской ССР, надпечатки в две строки «LTSR 1940 VII 21»).
Шестой стандартный выпуск (1937—1939)
В основе своего дизайна он имел стилизованное изображение государственного герба. В 1937 году были выпущены марки номиналом в 10, 25, 35 и 50 центов, а в 1939 — в 1 лит. Марка в 50 центов этого выпуска использовалась для изготовления марок Литовской ССР.
Седьмой стандартный выпуск (1940)

### Период Литовской ССР
После включения Литвы в состав Советского Союза в 1940 году на её территории стали использоваться марки Литовской ССР (1940—1941), а впоследствии советские почтовые марки (1944—1990).

### Современная Литва (с 1990)
После восстановления независимости (1990 год) Литва возобновила выпуск собственных марок, начиная с серии стандартных марок «Ангелас» («Angelas»), которые содержали изображение ангела и выходили огромным тиражом.
Первый (восьмой) стандартный выпуск (1990)
Марки «Ангелас» номиналом в 5, 10, 20 и 50 копеек.
Второй (девятый) стандартный выпуск (1990/91—1993)
«Национальные символы». В 1991 году были выпущены датированные 1990 годом марки в 10, 20, 30, 50 и 200 копеек, в том же году были эмитированы (уже с датой 1991) марки упрощённой серии в 15, 25 и 30 копеек и марки базовой серии (также с датой 1991) достоинством в 15, 40, 50, 100 и 500 сотых литовского талона.
В 1993 году на части тиража марок в 30 копеек был надпечатан новый номинал в 100 сотых литовского талона, а на марках в 40 сотых литовского талона — в 300 сотых литовского талона
После введения лита в 1993 году марки в 10, 20, 30 и 50 копеек с датой 1990 и 15, 40 и 50 сотых литовского талона базовой серии 1991 года были переоценены и их номинал стал соответствовать аналогичному номиналу в литовских центах (10, 15, 20, 30, 40 и 50 центов)
Третий (десятый) стандартный выпуск (1993—1997)
«Витис». В 1993 году были выпущены марки с литерным обозначением номинала (А и В), в 1994 году — марки номиналом в 5, 10, 20 центов, 2 и 3 лита, в 1996 году — 40 центов, в 1997 году — 50 центов.
Четвёртый (одиннадцатый) стандартный выпуск (1997—1999)
«Двойной крест». В 1997 году были выпущены марки номиналом в 20 и 50 центов, в 1998 году — 5, 10, 20, 35, 50 и 70 центов, в 1999 году — 5, 10, 20 и 70 центов.
Пятый (двенадцатый) стандартный выпуск (2000—2006)
«Кованые кресты». В 2000 году были выпущены марки в 10, 20 центов,1 лит, 1 лит 30 центов и 1 лит 70 центов, в 2002 году — 10, 20 центов и 1 лит, в 2003, 2004 и 2005 годах — 10 и 20 центов, в 2006 году — 10, 20 центов, 1 лит и 1 лит 30 центов.
Шестой (тринадцатый) стандартный выпуск (2007—2014)
«Деревянная архитектура» (с цветным фоном). В 2007 году были выпущены марки номиналом в 5, 10, 20, 35, 50 центов, 1 лит, 1 лит 30 центов, 1 лит 35 центов, 1 лит 55 центов, 1 лит 70 центов и 2 лита 15 центов. В 2009 и 2011 годах были повторно переизданы марки в 50 центов и 1 лит. В 2014 году была издана марка с двойным номиналом, номинированная в литах и евро — 5 центов / 1 евроцент.
Седьмой (четырнадцатый) стандартный выпуск (2008—2011)
«Деревянные церкви» (с белым фоном). В 2008 году были выпущены марки номиналом в 5, 10, 20, 35 центов, 1 лит 35 центов и 1 лит 55 центов. В 2009 году были переизданы марки в 10, 20 центов и 1 лит 35 центов, в 2011 году переизданы марки в 10 центов и 1 лит 35 центов.
Восьмой (пятнадцатый) стандартный выпуск (2012—2013)
«Музыкальные инструменты». В 2012 году были выпущены марки номиналом в 10, 20, 35 центов, 1 лит, 1 лит 35 центов и 2 лита 15 центов. В 2013 году были переизданы марки всех номиналов, за исключением марки в 2 лита 15 центов.
Девятый (шестнадцатый) выпуск (2015)
«Монеты с гербом Витис». Выпуск осуществлён в связи с переходом Литвы с лита на евро. Новые марки номинированы в евро. Согласно плану выпуска марок на 2015 год, был запланирован выпуск марок шести различных номиналов. 2 января 2015 года были введены в обращение марки достоинством в 1, 3, 10, 29, 39 и 62 евроцента.
Десятый (семнадцатый) выпуск (2016)
«История герба Витис» («красная» серия). В январе 2016 года были выпущены марки достоинством в 1, 3, 10, 29, 39 и 62 евроцента.
Одиннадцатый (восемнадцатый) выпуск (2017)
«История герба Витис» («чёрная» серия). В январе 2017 года были эмитированы марки номиналом в 3, 10, 39, 42, 94 цента и 1 евро.
Двенадцатый (девятнадцатый) выпуск (2018)

## Другие виды почтовых марок

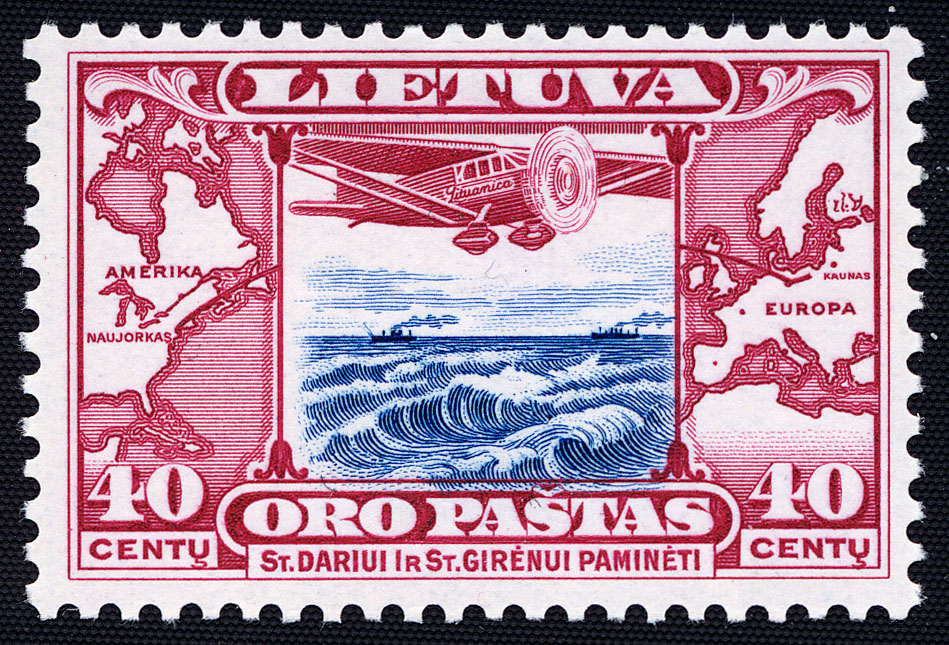
Одна из авиапочтовых марок «Литуаника», 1934(Sc #C80)

### Авиапочтовые
Первые авиапочтовые марки Литвы вышли в обращение в 1921 году.
Среди других литовских авиапочтовых марок можно выделить эмиссии, связанные с лётчиками Стяпонасом Дарюсом и Стасисом Гиренасом, погибшими 17 июля 1933 года во время завершения трансатлантического перелёта на самолёте «Lituanica» («Литуа́ника») из США в Каунас. Накануне этого события по распоряжению генерального консула Литвы в Нью-Йорке была произведена надпечатка «Darius — Girenas. New York — 1933 — Kaunas» на серии из пяти благотворительных авиапочтовых марок 1932 года в пользу общества «Литовский ребёнок»  (Yt #ав. 63—67). По данным каталога «Скотт», надпечатками были отмечены пять марок из более поздней авиапочтовой серии 1932 года, эмитированной по случаю очередной годовщины независимости Литвы  (Sc #C58—C62). Всего было подготовлено 500 марок с такой надпечаткой, которые предназначались для оплаты корреспонденции, взятой Дарюсом и Гиренасом в этот перелёт.

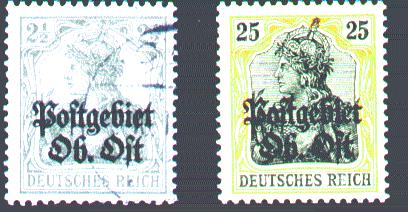
Германские оккупационные марки для территории Ober Ost в Первую мировую войну (Sc #1N1, 1N9)

18 мая 1934 года, к первой годовщине гибели «Литуаники», был сделан оригинальный авиапочтовый выпуск из шести марок (Sc #C79—C84). История этого героического перелёта и посвящённого ему выпуска 1934 года легла в основу рассказа «Литуаника» (1967) советского писателя Николая Внукова. В 1935 году генеральный консул Литвы в Нью-Йорке устроил выпуск специальной памятной марки с надпечаткой «Oro pastas. Lituanica II. 1935 New York — Kaunas» (Yt #307), однако в обращение она не поступила.

## Местные и оккупационные выпуски
На территории Литвы также производился ряд местных и оккупационных эмиссий:
- местный выпуск Расейняя (Raseiniai; 1919),
- почтмейстерские провизории Тельшяя (Telšiai; 1920),
- гродненский выпуск (1919),
- «LTSR» (советские оккупационные надпечатки на литовских марках),
- ряд постсоветских надпечаток 1941 года на почтовых марках СССР (Вильнюс, Расейняй и другие местные почтовые отделения),
- германские местные выпуски периода Первой мировой войны («Postgebiet Ob. Ost»),
- выпуски Срединной Литвы («Litwa Środkowa»),
- выпуски Клайпеды («Memel»)
- германские выпуски периода Второй мировой войны («OSTLAND») и др.

## Развитие филателии
До начала Второй мировой войны на территории Литвы существовало Литовское общество филателистов. В истории этой организации есть примечательный факт её участия в первой Всесоюзной выставке по филателии и бонам в Москве в 1924 году, на которой коллективный экспонат Общества под названием «Марки Литвы» был удостоен одной из наград выставки.
В 1946 году в Чикаго было основано Литовское филателистическое общество, которое объединило коллекционеров США и некоторых других стран, занимающихся собиранием и изучением почтовых марок и истории почты Литвы. Общество активно осуществляет свою деятельность по настоящее время.
В советское время литовские коллекционеры были объединены в отделения Всесоюзного общества филателистов (ВОФ) — городские и республиканское. Среди различных мероприятий, в которых участвовали и которые проводили члены этих отделений, можно упомянуть межреспубликанские выставки юных филателистов. На них съезжались юные любители марок из Литвы, Эстонии, Латвии и Белоруссии. Первый такой слёт состоялся в Таллине в 1972 году, второй — в Риге в 1973 году. Третья межреспубликанская выставка проходила 13—29 июня 1975 года в Литве, в Каунасском музее М. К. Чюрлёниса, и была организована Каунасским отделением ВОФ. Золотые медали получили пять коллекций, в том числе две из них были подготовлены представителями Литвы: «Подвиг наших отцов» (Н. Марашов и Р. Асинавичюс, Клайпеда) и «В мире птиц и животных» (А. Лебеткявичюс, Вилкавишкис).
В современной независимой Литве был создан Союз филателистов Литвы (Lietuvos Filatelistų Sąjunga, нем. Union der Philatelisten Litauens), который возглавляет Вигинтас Бубнис (лит. Vygintas Bubnys). С 1993 года издаётся журнал «Paštas ir filatelija Lietuvoje» («Почта и филателия Литвы»).